# ماريون إم. ستين
ماريون إم. ستين (بالإنجليزية: Marion M. Steen)‏ هو مهندس معماري أمريكي، ولد في 16 مايو 1886، وتوفي في 28 يونيو 1966.